# Championnat de Russie de football
Ne doit pas être confondu avec Championnat d'Union soviétique de football.
Le championnat de Russie de football (en russe : чемпионат России по футболу) aussi appelé Premier-Liga (russe : Премьер-Лига, Première Ligue) est une compétition de football constituant la plus haute division du football russe. Il est organisé par la Première Ligue russe (russe : Российская премьер-лига) et se compose de seize équipes.
La première édition du championnat de Russie est lancée en mars 1992, trois mois après la dissolution de l'URSS en décembre 1991, et s'appelle alors Vyschaïa Liga (russe : Высшая Лига, Ligue supérieure). Il est par la suite renommé Vyschi Divizion (russe : Высший Дивизион, Division supérieure) en 1998 avant de prendre son appellation actuelle à partir de la saison 2002, au moment de la prise de contrôle de l'organisation du championnat par la Première Ligue russe (ru).
Entre 1992 et 2010, les saisons du championnat suivent un calendrier « printemps-automne » sur une seule année, généralement entre mars et novembre. Ce format est changé à partir de la saison 2011-2012 qui voit la compétition passer à un calendrier « automne-printemps » à cheval sur deux années, plus répandu dans les championnats d'Europe occidentale, et démarrant généralement en juillet pour se finir au mois de mai de l'année suivante avec une trêve hivernale de trois mois entre décembre et mars en raison des conditions climatiques.
L'actuel tenant du titre est le FK Krasnodar qui remporte son premier titre de champion à l'issue de la saison 2024-2025. 
Le Zénith Saint-Pétersbourg et le Spartak Moscou sont les deux clubs les plus titrés de la compétition (10).

## Histoire
La Vyschaïa Liga est créée en 1992 à la suite du démantèlement de l'Union soviétique. Elle regroupe alors les six clubs russes présents dans l'ancienne première division soviétique (Spartak Moscou, Dynamo Moscou, Torpedo Moscou, Lokomotiv Moscou, CSKA Moscou et Spartak Vladikavkaz) ainsi que quatorze autres clubs issus des divisions inférieures.
La première édition de ce nouveau championnat débute en mars 1992 sous la forme d'une compétition en deux phases : lors de la première, les équipes sont divisées en deux groupes de dix, les quatre premiers de chaque groupe sont qualifiées pour la poule de championnat, afin de déterminer le champion et les qualifications européennes, tandis que les autres sont repêchés dans le groupe relégation. Le championnat adopte par la suite un format à groupe et phase unique tandis qu'entre 1992 et 1994, le nombre d'équipes participantes passe de vingt à dix-huit puis à seize, nombre qui n'a plus changé depuis en dehors des saisons 1997 et 1998.
Le Spartak Moscou remporte la quasi-intégralité des éditions du championnat entre 1992 et 2001, le Spartak-Alania Vladikavkaz étant la seule autre équipe à l'emporter à l'issue de la saison 1995.
À partir de la saison 2001, la compétition voit son organisation passer de la Ligue de football professionnelle russe à la Première Ligue russe qui décide de renommer le championnat Premier-Liga par la même occasion. Ce changement d'organisation a pour but d'offrir aux équipes du championnat une indépendance plus grande. Il coïncide par ailleurs avec la fin de l'hégémonie du Spartak Moscou, qui est successivement remplacé par la doublette CSKA et Lokomotiv Moscou entre 2002 et 2006 puis par le Zénith Saint-Pétersbourg et le Rubin Kazan entre 2007 et 2012. Les années 2010 voient également les clubs russes remporter deux compétitions européennes avec les victoires du CSKA Moscou et du Zénith Saint-Pétersbourg en Coupe UEFA en 2005 et 2008 respectivement.
Depuis la réforme du calendrier du championnat lors de la saison 2011-2012, l'hégémonie de la compétition est principalement disputée entre le CSKA Moscou et le Zénith Saint-Pétersbourg qui se partagent six des sept derniers titres de champion. La saison 2016-2017 voit le Spartak Moscou retrouver sa couronne perdue en 2001 en remportant son dixième titre de champion de Russie, tandis que le Lokomotiv Moscou fait également son retour sur le devant de la scène la saison suivante en remportant son premier titre de champion depuis 2004.

## Format de la compétition

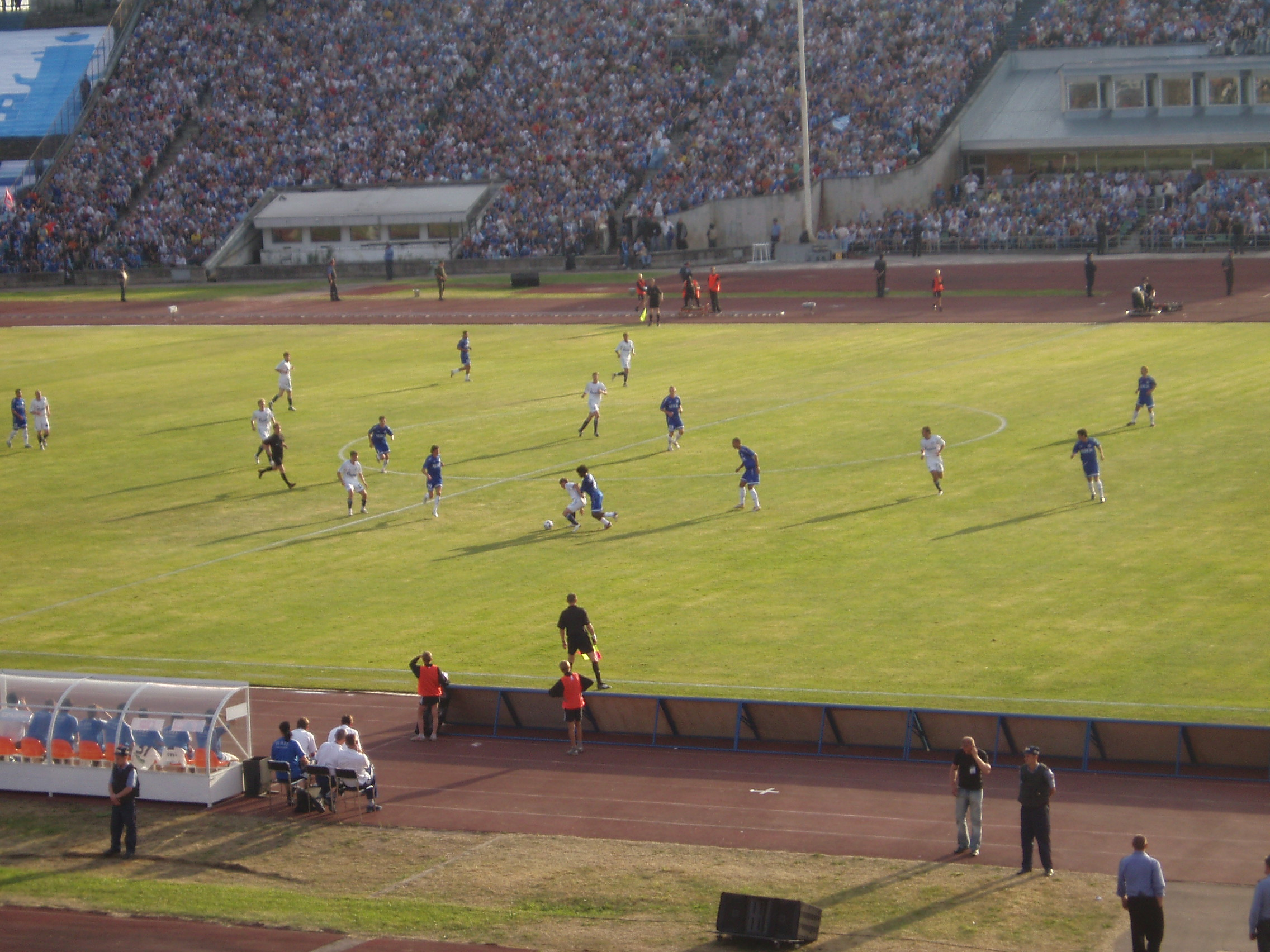
Match entre le Zenith Saint Petersbourg et le Dynamo Moscou au Stade Kirov, le 6 juin 2006.

### Règles de classement
Les seize équipes s'affrontent chacune à deux reprises, à domicile et à l'extérieur, pour un total de trente rencontres. La victoire rapporte trois points (deux entre 1992 et 1994) tandis qu'un match nul en donne un seul et une défaite aucun. La grandeur du territoire russe et le nombre généralement élevé d'équipes issues de la Russie européenne amène régulièrement à des aménagements de calendrier pour les équipes situées dans la partie asiatique du territoire, qui sont amenées à se déplacer moins régulièrement.
Si deux équipes possèdent le même nombre de points, elles sont départagées par rapport aux confrontations directes : points, différence de buts, et buts inscrits à l'extérieur ; le critère suivant est le nombre de victoires acquises au cours de la saison, puis la différence de buts générale, le nombre de buts marqués et le nombre de buts marqués à l'extérieur. Si l'égalité persiste, une rencontre d'appui entre les équipes concernées est organisée.
À l'issue d'une saison de championnat, les deux derniers clubs au classement sont directement relégués en deuxième division. Des barrages de promotion-relégation font leur apparition lors la saison 2011-2012, qui voient les deux plus mauvaises équipes non-reléguées prendre part à un barrage aller-retour face au deux meilleures équipes non-promues de la deuxième division dont le vainqueur est maintenu ou promu en première division au détriment de l'autre.

### Calendrier
Le championnat suit un calendrier de type estival jusqu'en 2010, se déroulant généralement entre mars et novembre d'une même année afin d'éviter d'évoluer durant le rugueux hiver russe, en adéquation avec la plupart des autres championnats d'Europe du Nord connaissant les mêmes contraintes climatiques.
Ce format est altéré en 2011, qui voit une transition vers un calendrier « automne-printemps » plus proche des championnats d'Europe occidental, la fédération russe justifiant ce changement par la volonté de « mener le football russe à un meilleur niveau en synchronisant notre calendrier avec le calendrier européen ». La saison 2011-2012 sert ainsi de saison de transition, avec un championnat étalé sur quinze mois au lieu de neuf, démarrant en mars 2011 pour se conclure en mai 2012, qui voit chaque équipe disputer un total de quarante-quatre matchs sur deux phases. Le championnat retrouve son format habituel à partir de la saison suivante, qui applique désormais le calendrier actuellement utilisé démarrant en juillet pour se conclure au mois de mai de l'année suivante et comprenant une trêve hivernale de trois mois entre décembre et mars.

### Qualifications européennes
Jusqu'en 2010, du fait du calendrier sur une année se terminant au mois de novembre, les qualifications européennes acquises à l'issue de la saison n'étaient qualificatives que pour les compétitions européennes de la saison suivante qui démarrent entre juillet et septembre. De plus, la répartition des places qualificatives pour la saison en cours n'était établi qu'au mois de mai, soit deux mois après le début du championnat. Ces problèmes disparaissent lors du passage à un calendrier hivernal, calqué sur celui des compétitions européennes, où les places acquises à l'issue de la saison qualifient pour les compétitions de la saison suivante.
Depuis la saison 2017-2018, le championnat russe se voit attribuer deux places qualificatives directes pour la phase de groupes de la Ligue des champions ainsi qu'une place pour le troisième tour de qualification pour les trois premiers du championnat. Une place directe pour la phase de groupes de la Ligue Europa est également attribuée au vainqueur de la Coupe de Russie tandis que deux places pour le troisième tour de qualification sont attribuées au quatrième et au cinquième. La place du vainqueur de la Coupe de Russie peut être réattribuée au championnat si celui-ci s'est déjà qualifié pour une compétition européenne d'une autre manière.

### Limites sur les joueurs étrangers
La question de l'introduction d'une limite aux joueurs étrangers dans les compétitions russes date de l'époque de l'Empire russe dès 1912, en raison notamment du grand nombre de Britanniques au sein des équipes de Moscou et Saint-Pétersbourg, ce qui conduit à la mise en place d'une limite à trois joueurs étrangers dès l'année suivante. Après la mise en place de l'Union soviétique, quasiment aucun joueur étranger ne prend part aux compétitions nationales jusqu'à l'arrivée en 1989 du Bulgare Tenyo Minchev au Krylia Sovetov Kouïbychev. Après la disparition de l'Union soviétique et la mise en place des compétitions russes à partir de 1992, le nombre de joueurs étrangers augmente peu à peu au cours des années 1990, ceux-ci venant principalement des anciennes républiques soviétiques telles que l'Ukraine ou la Biélorussie. Considérés comme moins coûteux que leurs homologues russes, les joueurs étrangers deviennent vite très nombreux et poussent la fédération russe de football à limiter à partir de 1999 leur nombre au sein des deuxième et troisième divisions, avec un maximum de cinq et trois joueurs par effectif respectivement.
Une première limite est appliquée à la première division à partir de 2005, qui stipule l'alignement maximum de cinq joueurs étrangers à tout moment d'une rencontre de championnat, à l'exception de circonstances exceptionnelles telles qu'une blessure irremplaçable ou une exclusion, et ce sans aucune limite au niveau de l'effectif. Cette règle inclut par ailleurs une exception concernant les joueurs internationaux comptant plus de dix sélections, qui ne sont alors plus considérés comme étrangers. Cette condition permet notamment l'alignement cette même année d'une équipe titulaire composée entièrement de joueurs étrangers par le Dynamo Moscou du Brésilien Ivo Wortmann le 29 août face au FK Moscou,. Cette exception est supprimée dès la saison suivante, et s'accompagne en retour d'un assouplissement de la limite par match, qui passe de cinq à sept joueurs étrangers au maximum sur le terrain. Cette dernière limite reste en place jusqu'en 2009, date qui la voit descendre à six étrangers maximum avant de repasser à sept trois ans plus tard. La limite de six joueurs est une nouvelle fois remise en place à partir de la saison 2015-2016.
Durant le mois d'octobre 2019, un décret du ministère des Sports russe retire le statut de joueur étranger aux ressortissants des pays de l'Union économique eurasiatique, c'est-dire l'Arménie, la Biélorussie, le Kazakhstan et le Kirghizistan, qui ne sont donc plus comptés dans la limite.

## Clubs participants pour la saison 2023-2024
Légende des couleurs
- Promu de deuxième division

| Club                     | Présent depuis | Classement 2022-2023 | Entraîneur               | Stade                   | Capacité théorique |
| ------------------------ | -------------- | -------------------- | ------------------------ | ----------------------- | ------------------ |
| Zénith Saint-Pétersbourg | 1996           | 1                    | Sergueï Semak            | Stade Krestovski        | 64 287             |
| CSKA Moscou              | 1992           | 2                    | Vladimir Fedotov         | VEB Arena               | 30 000             |
| Spartak Moscou           | 1992           | 3                    | Guillermo Abascal        | Otkrytie Arena          | 42 000             |
| FK Rostov                | 2009           | 4                    | Valeri Karpine           | Rostov Arena            | 43 472             |
| Akhmat Grozny            | 2008           | 5                    | Sergueï Tachouïev        | Akhmad Arena            | 30 597             |
| FK Krasnodar             | 2011           | 6                    | Vladimir Ivić            | Stade de Krasnodar      | 34 291             |
| FK Orenbourg             | 2023           | 7                    | Jiří Jarošík             | Stade Gazovik (en)      | 10 046             |
| Lokomotiv Moscou         | 1992           | 8                    | Mikhaïl Galaktionov (en) | Stade Lokomotiv         | 28 800             |
| Dynamo Moscou            | 2017           | 9                    | Marcel Lička (en)        | VTB Arena               | 26 700             |
| FK Sotchi                | 2019           | 10                   | Dmitri Khokhlov          | Stade olympique Ficht   | 45 000             |
| Oural Iekaterinbourg     | 2014           | 11                   | Viktor Goncharenko       | Stade central           | 25 000             |
| Krylia Sovetov Samara    | 2021           | 12                   | Igor Osinkine (en)       | Samara Arena            | 44 918             |
| Pari Nijni Novgorod      | 2021           | 13                   | Sergueï Iouran           | Stade de Nijni Novgorod | 45 253             |
| Fakel Voronej            | 2022           | 14                   | Vadim Ievseïev           | Stade central (en)      | 32 750             |
| Rubin Kazan              | 2023           | 1 (D2)               | Rashid Rahimov           | Ak Bars Arena           | 42 398             |
| Baltika Kaliningrad      | 2023           | 2 (D2)               | Sergueï Ignachevitch     | Arena Baltika           | 35 000             |

1. 1 2 3  N'est ici comptée que la période depuis la fondation du championnat russe en 1992, indépendamment de l'éventuelle présence dans l'ancien championnat soviétique dont il est le successeur.

## Palmarès

### Bilan par édition
| Saison    | Clubs | Champion                      | Vice-champion            | Meilleur(s) buteur(s)                                                                                |
| --------- | ----- | ----------------------------- | ------------------------ | --- |
| 1992      | 20    | Spartak Moscou                | Spartak Vladikavkaz      | Vali Gasimov (Dynamo Moscou, 16 buts) Iouri Matveïev (Ouralmach Iekaterinbourg, 20 buts)             |
| 1993      | 18    | Spartak Moscou (2)            | Rotor Volgograd          | Viktor Pantchenko (Kamaz Naberejnye Tchelny, 21 buts)                                                |
| 1994      | 16    | Spartak Moscou (3)            | Dynamo Moscou            | Igor Simutenkov (Dynamo Moscou, 21 buts)                                                             |
| 1995      | 16    | Spartak-Alania Vladikavkaz    | Lokomotiv Moscou         | Oleg Veretennikov (Rotor Volgograd, 25 buts)                                                         |
| 1996      | 16    | Spartak Moscou (4)            | Alania Vladikavkaz       | Aleksandr Maslov (Rostselmach Rostov, 23 buts)                                                       |
| 1997      | 18    | Spartak Moscou (5)            | Rotor Volgograd          | Oleg Veretennikov (Rotor Volgograd, 22 buts)                                                         |
| 1998      | 18    | Spartak Moscou (6)            | CSKA Moscou              | Oleg Veretennikov (Rotor Volgograd, 22 buts)                                                         |
| 1999      | 16    | Spartak Moscou (7)            | Lokomotiv Moscou         | Georgi Demetradze (Alania Vladikavkaz, 21 buts)                                                      |
| 2000      | 16    | Spartak Moscou (8)            | Lokomotiv Moscou         | Dmitri Loskov (Lokomotiv Moscou, 15 buts)                                                            |
| 2001      | 16    | Spartak Moscou (9)            | Lokomotiv Moscou         | Dmitri Viazmikine (Torpedo Moscou, 18 buts)                                                          |
| 2002      | 16    | Lokomotiv Moscou              | CSKA Moscou              | Rolan Goussev (CSKA Moscou, 15 buts) Dmitri Kiritchenko (CSKA Moscou, 15 buts)                       |
| 2003      | 16    | CSKA Moscou                   | Zénith Saint-Pétersbourg | Dmitri Loskov (Lokomotiv Moscou, 14 buts)                                                            |
| 2004      | 16    | Lokomotiv Moscou (2)          | CSKA Moscou              | Aleksandr Kerjakov (Zénith Saint-Pétersbourg, 18 buts)                                               |
| 2005      | 16    | CSKA Moscou (2)               | Spartak Moscou           | Dmitri Kiritchenko (CSKA Moscou, 14 buts)                                                            |
| 2006      | 16    | CSKA Moscou (3)               | Spartak Moscou           | Roman Pavlioutchenko (Spartak Moscou, 18 buts)                                                       |
| 2007      | 16    | Zénith Saint-Pétersbourg      | Spartak Moscou           | Roman Pavlioutchenko (Spartak Moscou, 14 buts) Roman Adamov (FK Moscou, 14 buts)                     |
| 2008      | 16    | Rubin Kazan                   | CSKA Moscou              | Vágner Love (CSKA Moscou, 20 buts)                                                                   |
| 2009      | 16    | Rubin Kazan (2)               | Spartak Moscou           | Welliton (Spartak Moscou, 21 buts)                                                                   |
| 2010      | 16    | Zénith Saint-Pétersbourg (2)  | CSKA Moscou              | Welliton (Spartak Moscou, 19 buts)                                                                   |
| 2011-2012 | 16    | Zénith Saint-Pétersbourg (3)  | Spartak Moscou           | Seydou Doumbia (CSKA Moscou, 28 buts)                                                                |
| 2012-2013 | 16    | CSKA Moscou (4)               | Zénith Saint-Pétersbourg | Yura Movsisyan (FK Krasnodar/Spartak Moscou, 13 buts) Wánderson (FK Krasnodar, 13 buts)              |
| 2013-2014 | 16    | CSKA Moscou (5)               | Zénith Saint-Pétersbourg | Seydou Doumbia (CSKA Moscou, 18 buts)                                                                |
| 2014-2015 | 16    | Zénith Saint-Pétersbourg (4)  | CSKA Moscou              | Hulk (Zénith Saint-Pétersbourg, 15 buts)                                                             |
| 2015-2016 | 16    | CSKA Moscou (6)               | FK Rostov                | Fiodor Smolov (FK Krasnodar, 20 buts)                                                                |
| 2016-2017 | 16    | Spartak Moscou (10)           | CSKA Moscou              | Fiodor Smolov (FK Krasnodar, 18 buts)                                                                |
| 2017-2018 | 16    | Lokomotiv Moscou (3)          | CSKA Moscou              | Quincy Promes (Spartak Moscou, 15 buts)                                                              |
| 2018-2019 | 16    | Zénith Saint-Pétersbourg (5)  | Lokomotiv Moscou         | Fiodor Chalov (CSKA Moscou, 15 buts)                                                                 |
| 2019-2020 | 16    | Zénith Saint-Pétersbourg (6)  | Lokomotiv Moscou         | Sardar Azmoun (Zénith Saint-Pétersbourg, 17 buts) Artyom Dziouba (Zénith Saint-Pétersbourg, 17 buts) |
| 2020-2021 | 16    | Zénith Saint-Pétersbourg (7)  | Spartak Moscou           | Artyom Dziouba (Zénith Saint-Pétersbourg, 20 buts)                                                   |
| 2021-2022 | 16    | Zénith Saint-Pétersbourg (8)  | FK Sotchi                | Gamid Agalarov (FK Oufa, 19 buts)                                                                    |
| 2022-2023 | 16    | Zénith Saint-Pétersbourg (9)  | CSKA Moscou              | Malcom (Zénith Saint-Pétersbourg, 23 buts)                                                           |
| 2023-2024 | 16    | Zénith Saint-Pétersbourg (10) | FK Krasnodar             | Mateo Cassierra (en) (Zénith Saint-Pétersbourg, 21 buts)                                             |
| 2024-2025 | 16    | FK Krasnodar                  | Zénith Saint-Pétersbourg | Manfred Ugalde (FK Spartak Moscou, 17 buts)                                                          |

1. ↑  Iouri Matveïev termine statistiquement meilleur buteur de la compétition, mais c'est Vali Gasimov qui est officiellement titré en fin de saison car étant le meilleur buteur à avoir pris part au groupe pour le titre lors de la deuxième phase du championnat.

### Bilan par club
| Club                     | Champion | Vice-champion | Édition(s) remportée(s)                                    |
| ------------------------ | -------- | ------------- | ---------------------------------------------------------- |
| Spartak Moscou           | 10       | 6             | 1992, 1993, 1994, 1996, 1997, 1998, 1999, 2000, 2001, 2017 |
| Zénith Saint-Pétersbourg | 10       | 3             | 2007, 2010, 2012, 2015, 2019, 2020, 2021, 2022, 2023, 2024 |
| CSKA Moscou              | 6        | 8             | 2003, 2005, 2006, 2013, 2014, 2016                         |
| Lokomotiv Moscou         | 3        | 5             | 2002, 2004, 2018                                           |
| Rubin Kazan              | 2        | -             | 2008, 2009                                                 |
| Alania Vladikavkaz       | 1        | 2             | 1995                                                       |
| FK Krasnodar             | 1        | 1             | 2025                                                       |
| Rotor Volgograd          | -        | 2             |                                                            |
| Dynamo Moscou            | -        | 1             |                                                            |
| FK Rostov                | -        | 1             |                                                            |
| FK Sotchi                | -        | 1             |                                                            |

## Statistiques et records
Les joueurs en gras sont encore en activité. Statistiques à l'issue de la saison 2023-2024.
| Rang | Joueur               | Matchs |
| ---- | -------------------- | ------ |
| 1    | Igor Akinfeïev       | 568    |
| 2    | Sergueï Ignachevitch | 489    |
| 3    | Sergueï Semak        | 456    |
| 4    | Dmitri Loskov        | 453    |
| 5    | Igor Semchov         | 433    |
| 6    | Artyom Dziouba       | 422    |
| 7    | Vassili Bérézoutski  | 402    |
| 8    | Rouslan Adjindjal    | 397    |
| 9    | Igor Lebedenko (en)  | 394    |
| 10   | Valeri Iesipov       | 390    |

| Rang | Joueur               | Buts | Matchs |
| ---- | -------------------- | ---- | ------ |
| 1    | Artyom Dziouba       | 161  | 422    |
| 2    | Oleg Veretennikov    | 143  | 274    |
| 3    | Aleksandr Kerjakov   | 139  | 340    |
| 4    | Dmitri Kiritchenko   | 129  | 377    |
| 5    | Dmitri Loskov        | 120  | 453    |
| 6    | Fiodor Smolov        | 108  | 322    |
| 7    | Roman Pavlioutchenko | 104  | 309    |
| 8    | Sergueï Semak        | 102  | 456    |
| 9    | Andreï Tikhonov      | 98   | 346    |
| 10   | Igor Semchov         | 98   | 433    |

| Rang | Joueur                 | MSEB | Total de matchs |
| ---- | ---------------------- | ---- | --------------- |
| 1    | Igor Akinfeïev         | 249  | 567             |
| 2    | Sergueï Ryjikov        | 134  | 353             |
| 3    | Sergueï Ovtchinnikov   | 129  | 290             |
| 4    | Viatcheslav Malafeïev  | 121  | 328             |
| 5    | Guilherme              | 119  | 306             |
| 6    | Aleksandr Filimonov    | 118  | 312             |
| 7    | Aleksandr Belenov (en) | 109  | 335             |
| 8    | Roman Berezovsky       | 103  | 313             |
| 9    | Anton Chounine         | 101  | 304             |
| 10   | Vladimir Gaboulov      | 87   | 300             |

### Affluences
Les pires affluences du championnat sont réalisées durant ses premières années d'existence, avec notamment une moyenne de 5 974 spectateurs pour la saison 1992. Les chiffres remontent par la suite à partir de la deuxième moitié des années 1990 pour se stabiliser aux environs de 10 000 à 12 000 spectateurs en moyenne par match. La meilleure affluence moyenne globale est réalisée lors de la saison 2018-2019 qui voit en moyenne 16 817 personnes assister aux matchs du championnat. Ce même exercice voit également l'établissement de l'actuel record d'affluence pour un seul club, le Zénith Saint-Pétersbourg accueillant à cette occasion 48 122 spectateurs en moyenne par match. 
Ce graphique représente le nombre moyen de spectateurs par match par saison.

## Compétitions européennes

### Classement UEFA
Le tableau suivant récapitule le classement du championnat de Russie au coefficient UEFA depuis 1993, année qui le voit officiellement remplacer l'Union soviétique au classement, héritant de son coefficient dans la foulée. Ce coefficient par nation est utilisé pour attribuer à chaque pays un nombre de places pour les compétitions européennes ainsi que les tours auxquels les clubs doivent entrer dans la compétition.
| 1993 | 1994 | 1995 | 1996 | 1997 | 1998 | 1999 | 2000 | 2001 | 2002 | 2003 | 2004 | 2005 | 2006 | 2007 | 2008 | 2009 | 2010 | 2011 | 2012 | 2013 | 2014 | 2015 | 2016 | 2017 | 2018 | 2019 | 2020 | 2021 | 2022 | 2023 | 2024 | 2025 |
| ---- | ---- | ---- | ---- | ---- | ---- | ---- | ---- | ---- | ---- | ---- | ---- | ---- | ---- | ---- | ---- | ---- | ---- | ---- | ---- | ---- | ---- | ---- | ---- | ---- | ---- | ---- | ---- | ---- | ---- | ---- | ---- | ---- |
| 6    | 7    | 7    | 10   | 11   | 12   | 7    | 7    | 9    | 10   | 18   | 21   | 13   | 9    | 9    | 6    | 6    | 6    | 7    | 7    | 8    | 7    | 7    | 7    | 6    | 6    | 6    | 7    | 8    | 10   | 18   | 22   | 26   |

Le tableau suivant affiche le coefficient actuel du championnat russe.
| Rang | Pays      | 2020-2021 | 2021-2022 | 2022-2023 | 2023-2024 | 2024-2025 | Coefficient |
| ---- | --------- | --------- | --------- | --------- | --------- | --------- | ----------- |
| 24   | Hongrie   | 4,250     | 2,750     | 5,875     | 4,500     | 6,625     | 24,000      |
| 25   | Roumanie  | 3,750     | 2,250     | 6,250     | 3,250     | 7,750     | 23,250      |
| 26   | Russie    | 4,333     | 5,300     | 4,333     | 4,333     | 4,333     | 22,632      |
| 27   | Slovaquie | 1,500     | 4,125     | 6,000     | 5,000     | 4,625     | 21,250      |
| 28   | Slovénie  | 2,250     | 3,000     | 2,125     | 3,875     | 9,043     | 20,343      |

### Coefficient des clubs
| Rang | Club                     | 2020-2021 | 2021-2022 | 2022-2023 | 2023-2024 | 2024-2025 | Coefficient |
| ---- | ------------------------ | --------- | --------- | --------- | --------- | --------- | ----------- |
| 126  | Zénith Saint-Pétersbourg | 5,000     | 8,000     | -         | -         | -         | 13,000      |
| 137  | Spartak Moscou           | -         | 12,000    | -         | -         | -         | 12,000      |
| 158  | Lokomotiv Moscou         | 7,000     | 3,000     | -         | -         | -         | 10,000      |
| 188  | FK Krasnodar             | 8,000     | -         | -         | -         | -         | 8,000       |

## Identité visuelle

Logo de 2002 à 2005.
Logo de 2006 à 2010.
Logo de 2011 à 2014.
Logo de 2014 à 2015.
Logo de 2015 à 2018.
Logo depuis 2018.